# Club Deportivo Villacañas
El Club Deportivo Villacañas, cuyo nombre oficial es actualmente Club Deportivo Fibritel Villacañas debido al patrocinio de la compañía de fibra electrónica Fibritel, es un equipo de fútbol español localizado en Villacañas, en la comunidad autónoma de Castilla-La Mancha. Fue refundado en 1998, actualmente milita en Tercera Federación, disputando los  partidos como local en el Campo Municipal de Fútbol de Las Pirámides Toribio Santos, con una capacidad de 2,000 espectadores. Es conocido en toda la comarca por su fiel grupo de animación conocido con el nombre de Frente Panocha haciendo referencia a uno de los jugadores que actualmente milita en el club.

## Historia

### Primer club: ascenso a Tercera (1960-69)
El primer club de la localidad toledana fue fundado en 1960 bajo el nombre de Club Deportivo Villacañas. Durante sus nueve temporadas de competición, logró llegar a la final del Campeonato de Castilla de Aficionados en la temporada 1965-66, tras ganar la fase comarcal. En la ida de la final (06/05/1966) venció 3-1 al Real Madrid Aficionados, con goles de Lorenzo, Pedro y Chaves y de Aparicio para los madridistas. La alineación fue la siguiente: Luis; Hidalgo, Nico, Eduardo; Julián, Jaime; Lorenzo, Victoriano, Paquillo, Chaves, Pedro. En la vuelta (13/02/1966), perdió 2-0, con la misma alineación, y en la tanda de penaltis el conjunto madrileño se llevó la victoria. Ese mismo año logró su primer ascenso a Tercera División, en ese momento tercera categoría del fútbol español. En la temporada 1966-67, compitió en el grupo XV de esta categoría. Fue su primera y, hasta ahora, única temporada en categoría nacional. Se enfrentó a equipos como el Plus Ultra, CD Badajoz, CF Extremadura, Real Ávila o Gimnástica Segoviana. Quedó colista tras sumar 7 puntos. En la temporada 68-69, el club no disputó ningún partido en categoría regional.

#### 1971-1996: categorías regionales y 8 años en Tercera con patrocinio local
El club volvió a competir dos años después en categoría regional, donde disputó 16 temporadas consecutivas. En la temporada 1985/86, última organizada por la extinta Federación Castellana de Fútbol, tuvo sus últimos enfrentamientos oficiales con clubes de fuera de Castilla-La Mancha hasta la fecha. En 1987 la empresa de fábrica de puertas local Mavisa se convirtió en el patrocinador principal del club. Bajo la denominación Club Deportivo Mavisa Villacañas ascendió a Tercera División en la 1986/87. En dicha categoría se mantuvo ocho años, con la única excepción de la temporada 1991-92, cuando descendió. Pese a lograr su mejor clasificación en la 1995-96, en 10ª posición y con 53 puntos, acabó desapareciendo al final de ese año.

### Club actual
Fue refundado en 1998, está vez bajo el nombre de Club Deportivo Visel Villacañas, en virtud de un acuerdo de patrocinio con otra empresa de fábrica de puertas villacañera. Tras siete años en categorías regionales, ascendió a Tercera División en la temporada 2005-06. Sin embargo, apenas pudo sumar 28 puntos y no logró mantener la categoría al quedar 19º. Puertas Visel dejó de patrocinar al club, que volvió a su nombre original. La compañía desaparecería en 2011 tras el estallido de la burbuja inmobiliaria.
Disputó 11 temporadas en categorías regionales hasta que logró un nuevo ascenso a Tercera División en 2017. Tras la reestructuración de categorías emprendida por la RFEF en 2021, el club compite en Tercera Federación, actualmente la quinta categoría del fútbol español. En la temporada 2024-25, logró la mejor temporada de su historia, quedando en 4º lugar con 62 puntos. En su primera promoción de ascenso a Segunda Federación, eliminó al CD Toledo (3er clasificado) en la primera eliminatoria por un global de 1-3, tras vencer en ambos partidos 1-0 y 1-2. El partido de vuelta, celebrado el 25 de mayo, fue calificado por el propio club como el "más importante de nuestra historia". Los locales empataron la eliminatoria con un gol en la segunda parte, forzando la prórroga. El CD Villacañas debía anotar, pues la clasificación en la temporada regular daba el pase al rival tras los 120 minutos en caso de empate. Antes de la pausa, anotó el 1-1 y, poco antes del pitido final, el definitivo 1-2. Era la primera victoria del club en el Estadio Salto del Caballo en toda su historia. En la final autonómica del play-off, ganó a la UD Socuéllamos por 0-1 en la ida, pero perdió en la vuelta por 0-2 quedando eliminado.

## Temporadas
| Temporada | Nivel | División      | Posición | Copa del Rey |
| --------- | ----- | ------------- | -------- | ------------ |
| 1960/61   | 6     | 3º Reg.       | 3º       |              |
| 1961/62   | 5     | 2ª Reg.       | 3º       |              |
| 1962/63   | 5     | 2ª Reg.       | 4º       |              |
| 1963/64   | 4     | 1ª Reg.       | 5º       |              |
| 1964/65   | 4     | 1ª Reg.       | 4º       |              |
| 1965/66   | 4     | 1ª Reg.       | 2º       |              |
| 1966/67   | 3     | 3.ª           | 18º      |              |
| 1967/68   | 4     | 1ª Reg.       | 13º      |              |
| 1968/69   | 5     | 2ª Reg.       | 20º      |              |
|           |       |               |          |              |
|           |       |               |          |              |
| 1971/72   | 7     | 3º Reg.       | 15º      |              |
| 1972/73   | 7     | 3º Reg.       | 9º       |              |
| 1973/74   | 8     | 3º Reg.       | 9º       |              |
| 1974/75   | 8     | 3º Reg.       | 8º       |              |
| 1975/76   | 8     | 3º Reg.       | 6º       |              |
| 1976/77   | 8     | 3º Reg.       | 1º       |              |
| 1977/78   | 8     | 3ª Reg. Pref. | 1º       |              |
| 1978/79   | 7     | 2ª Reg.       | 8º       |              |
| 1979/80   | 7     | 2ª Reg.       | 10º      |              |
| 1980/81   | 7     | 2ª Reg.       | 7º       |              |
| 1981/82   | 7     | 2ª Reg.       | 5º       |              |
| 1982/83   | 6     | 1ª Reg.       | 14º      |              |
| 1983/84   | 6     | 1ª Reg.       | 3º       |              |
| 1984/85   | 6     | 1ª Reg.       | 1º       |              |
| 1985/86   | 5     | Reg. Pref.    | 3º       |              |
| 1986/87   | 5     | Pref. Aut.    | 6º       |              |
| 1987/88   | 4     | 3.ª           | 12.º     |              |
| 1988/89   | 4     | 3.ª           | 14.º     |              |
| 1989/90   | 4     | 3.ª           | 17.º     |              |
| 1990/91   | 4     | 3.ª           | 19.º     |              |
| 1991/92   | 5     | Pref. Aut.    | 2.º      |              |
| 1992/93   | 4     | 3.ª           | 17.º     |              |
| 1993/94   | 4     | 3.ª           | 15.º     |              |
| 1994/95   | 4     | 3.ª           | 14.º     |              |
| 1995/96   | 4     | 3.ª           | 10.º     |              |
|           |       |               |          |              |
|           |       |               |          |              |
| 1998/99   | 6     | 2ª Aut.       | 4.º      |              |
| 1999/00   | 6     | 2ª Aut.       | 2.º      |              |
| 2000/01   | 5     | 1ª Aut.       | 12.º     |              |
| 2001/02   | 5     | 1ª Aut.       | 6.º      |              |
| 2002/03   | 5     | 1ª Aut.       | 9.º      |              |
| 2003/04   | 5     | 1ª Aut.       | 6.º      |              |
| 2004/05   | 5     | 1ª Aut.       | 1.º      |              |
| 2005/06   | 4     | 3.ª           | 19.º     |              |
| 2006/07   | 5     | 1ª Aut.       | 7.º      |              |
| 2007/08   | 5     | Pref. Aut.    | 5.º      |              |
| 2008/09   | 5     | Pref. Aut.    | 9.º      |              |
| 2009/10   | 5     | Pref. Aut.    | 15.º     |              |
| 2010/11   | 6     | 1ª Aut.       | 1.º      |              |
| 2011/12   | 5     | Pref. Aut.    | 7.º      |              |
| 2012/13   | 5     | Pref. Aut.    | 4.º      |              |
| 2013/14   | 5     | Pref. Aut.    | 3.º      |              |
| 2014/15   | 5     | Pref. Aut.    | 4.º      |              |
| 2015/16   | 5     | Pref. Aut.    | 7.º      |              |
| 2016/17   | 5     | Pref. Aut.    | 1.º      |              |
| 2017/18   | 4     | 3.ª           | 14.º     |              |
| 2018/19   | 4     | 3.ª           | 17.º     |              |
| 2019/20   | 4     | 3.ª           | 14.º     |              |
| 2020/21   | 4     | 3.ª           | 11.º     |              |
| 2021/22   | 5     | 3.ª RFEF      | 11.º     |              |
| 2022/23   | 5     | 3.ª RFEF      | 7.º      |              |
| 2023/24   | 5     | 3.ª RFEF      | 11.º     |              |
| 2024/25   | 5     | 3.ª RFEF      | 4º       |              |

- 14 temporadas en Tercera División (4ª categoría y una en 3º categoría)
- 4 temporadas en Tercera Federación (5ª categoría)

## Organigrama deportivo

### Cuerpo técnico
El entrenador para la campaña 2025-26 es Augusto Teruel, quien tomó las riendas del equipo tras salida de Fernando Lominchar.
El club consiguió el retorno a Tercera División en 2017 de la mano de Fran Fernández. Continuó en la nueva categoría, aunque fue cesado en noviembre de 2017 tras una racha de ocho jornadas sin conseguir la victoria. Su sustituto fue Faustino Manzanero, quien logró la salvación del club en su primera temporada en Tercera, y estuvo una temporada más. En junio de 2019, llegó al club el también exjugador del club Fernando Lominchar, quien estuvo en el cargo hasta febrero de 2022. Le sustituyó Pedro Velasco, que terminó la temporada. Amplió su vinculación y entrenó al club durante dos temporadas más, aunque en el inicio de la 2023/24 fue cesado en noviembre. Se produjo entonces el regreso de Lominchar, natural de Villacañas, quien completaría esa temporada y la siguiente.

## Presidentes
El presidente histórico del CD Villacañas ha sido Toribio Santos, quién ejerció el cargo entre 1986 y 2020. Actualmente es el presidente de honor y forma parte de la junta directiva de la Federación de Fútbol de Castilla-La Mancha como secretario y vicepresidente del Área de Clubes. Fue relevado por José Sesmero. 